# Карасу (Амангельдинський район)
Карасу́ (каз. Қарасу) — село у складі Амангельдинського району Костанайської області Казахстану. Адміністративний центр Карасуського сільського округу.
Населення — 770 осіб (2021; 1076 у 2009, 1396 у 1999, 1117 у 1989).